# Canton de Malakoff
Le canton de Malakoff est une ancienne division administrative française située dans le département des Hauts-de-Seine et la région Île-de-France.
À la suite du redécoupage cantonal de 2014, le canton de Malakoff fusionne avec le canton de Montrouge.

## Administration
| Période | Période | Identité          | Étiquette | Qualité |
| ------- | ------- | ----------------- | --------- | --- |
| 1967    | 1994    | Léo Figuères      | PCF       | Typographe Maire de Malakoff (1965-1996) Ancien conseiller général de la Seine, 58ème secteur : Vanves-Malakoff-Nord (1959-1967)                                        |
| 1994    | 2015    | Catherine Margaté | PCF       | Animatrice, ancienne adjointe au maire de Châtillon Maire de Malakoff (1996-2015) Députée suppléante de Janine Jambu (1997-2002) et de Marie-Hélène Amiable (2007-2012) |

## Composition
| Nom                  | Code Insee | Codepostal | Superficie (km2) | Population (dernière pop. légale) | Densité (hab./km2) |
| -------------------- | ---------- | ---------- | ---------------- | --------------------------------- | ------------------ |
| Malakoff (chef-lieu) | 92046      | 92240      | 2,07             | 30 768 (2011)                     | 14 864             |

## Démographie
| 1968   | 1975   | 1982   | 1990   | 1999   | 2006   | 2011   | 2012   |
| ------ | ------ | ------ | ------ | ------ | ------ | ------ | ------ |
| 36 198 | 34 121 | 32 553 | 30 959 | 29 402 | 30 509 | 30 768 | 30 420 |

## Pour approfondir